# Colibrí caribeny gorjaverd
El colibrí caribeny gorjaverd (Eulampis holosericeus) és una espècie d'ocell de la família dels troquílids (Trochilidae) que habita a Puerto Rico i les illes Antilles Menors.